# Faranguis (roman)
Faranguis (en persan : فرنگیس) est les souvenirs de Faranguis Heydarpour (فرنگیس حیدرپور) écrit par Mahnaz Fatahi et publié en 2015 en Iran. Faranguis est l'un des ouvrages traitant du rôle effectif des femmes dans la guerre Iran-Irak. Le livre est résultats du plusieurs jours de entretiens avec une dame de la Gilan-é Gharb de la Province de Kermanchah, qu'elle s'appelle Faranguiss heydarpour. Elle commence ses souvenirs de son enfance, et sa jeunesse dans la guerre Iran-Irak et ça continue l'après-guerre jusqu'à ces dernières années quand elle avait été encouragée par Ali Khamenei,. Le point culminant de ces souvenirs est le moment où Farangis est obligé d'affronter les forces irakiennes qui sont entrées dans leur village avec une hache. L'œuvre a été récompensé par le jury lors de la 17e festival du prix du livre de l'année de la Sainte Défense dans la section du souvenirs,. Selon la rapporte du journal d'Iran (fa): dans la trente-deuxième exposition international du livre au Téhéran (fa), Farangis a été nommée d'après Fille de Shina comme le livre le plus vendu dans le domaine de la littérature de défense sacrée. Également au cours de la dernière semaine de l'année 1397 calendrier persan et de la première semaine de l'année 1398, Faranguiss figurait parmi les livres les plus vendus dans le Chahr-é Ketab-é Markaz (Ville du livre central).

## Le contenu
Le livre contient douze chapitres et une introduction. Le premier chapitre traite de l'enfance du narratrice, à partir de laquelle nous pouvons comprendre la mauvaise situation économique du lieu de résidence du narratrice, et fait également référence à une histoire dans laquelle le narratrice est soumis à un mariage , qui est enfin empêché par l'un des membres de sa famille. Un mariage non désiré avec un homme riche du Kurdistan irakien. Les deuxième et troisième chapitres traitent de l'histoire du mariage de la narratrice, de son mariage et de sa vie avec Ali Mardan, qui vit dans le village de la Gour Séfid, illustrant la vie agréable de la narratrice et de son mari avant la guerre. Le quatrième chapitre commence par la guerre et l'invasion des forces irakiennes dans la zone du narratrice, où des souvenirs de la guerre et le déplacement du narratrice et de sa famille, qui vivaient dans les villages frontaliers, suivent dans les chapitres suivants, où des membres sont tués et blessés. La famille du narratrice et ses proches sont également mentionnés dans la guerre et les attentats à la bombe. Ce livre décrit l'opération des Moudjahidines qu'elle s'appelle opération Mersad, dans la province de Kermanchah au cours de la dernière année de la guerre Iran-Irak. Le dernier chapitre du livre concerne le voyage d'Ali Khamenei à Kermanshah et à Gilan-é Gharb, où il rend visite à la famille du martyr Ahmad Keshvari, ainsi qu'au narratrice et à sa famille,.
Farangis est l'une des œuvres qui raconte la guerre Iran-Irak du point de vue des femmes et, parmi environ quatre-vingt-douze ouvrages de défense sacrés liés au rôle des femmes dans la guerre, Farangis et des œuvres telles que Dâ, Fille de Shina, Fahimeh's Memories, Je suis vivante sont considérées comme les travaux les plus importants.

## Autres versions
La version livre audio de Faranguis a également été publiée par Soureh Mehr Publications. Ce livre audio a été produit avec la voix du Afsaneh Mohammadi pendant 11 heures et 4 minutes en 27 saisons.

## Récompense
- Gagnant le prix du livre de l'année de la Sainte Défense du 17e période en 2018[13];
- Candidat au prix littéraire Jalal Al Ahmad (en) dans la section écrit documentaire[14].

## À propos de l'auteur
Mahnâz Fattahi est directeur de l'Institut pour le développement intellectuel des enfants et des jeunes adultes Kermanshah et écrivain sur la littérature pour enfants.Elle a gagné le prix littéraire de Parvin E'tesami, favoris presse enfants et Adolescent Pays et Candidat de l'Annuaire de la République islamique.

## Les réactions
Un article universitaire sur le titre de Investigating Feminine Language in Five Fiction Works of Resistance Literature (Shyar 143, Yekshanbe Akhar, Dokhtar Shina, Farangis, Zeytoon Sorkh) (Enquête sur le langage féminin dans cinq ouvres de fiction littérature) est ecrit dans lequel est étudie le roman du Faranguiss comme un ouvre littérature féminin.

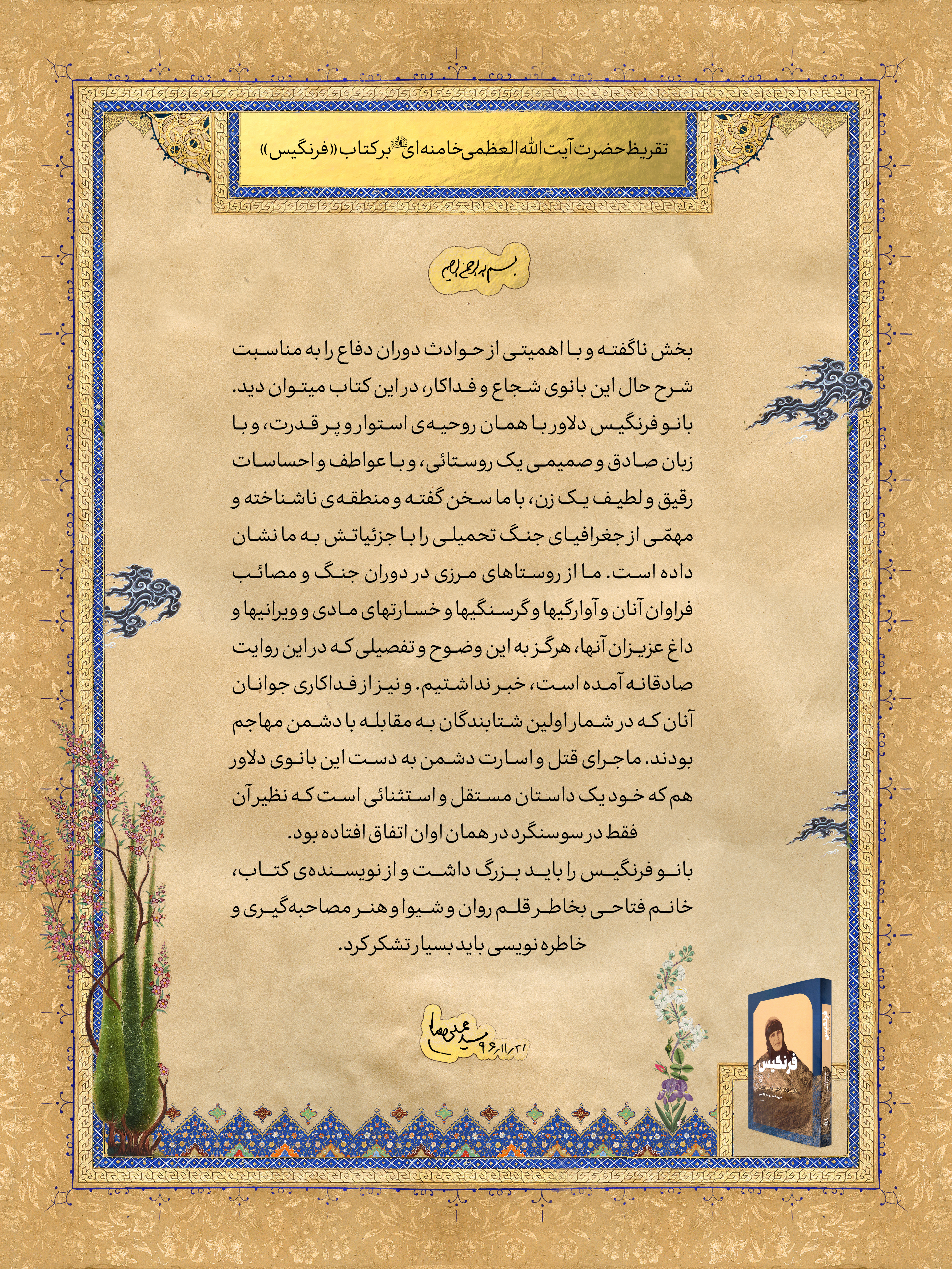
La note d'Ali Khaménéi sur roman de Farangiss

Le leader de la Révolution islamique d’Iran, comme d'habitude après lire de livre dont lui a fait plaisir ainsi que la recommandation d’œuvres écrites, a écrit sur le livre de Farangis une note en 14 février 2018 et quelques mois plus tard, l’auteur et le narrateur du livre a rencontré le guide suprême iranien et a été honoré directement,.
En janvier 2019, Sima Tirandaz (fa), l'actrice iranienne a lu des parties de ce livre devant la caméra.
En mars, Fatemah Motamed-Aria, lors d'une fête organisée pour les enfants et les étudiants dans les régions touchées par le tremblement de terre à Kermanshah, a présenté Farangis en tenant le livre, déclarant: "L'un des grands rêves de ma vie est de jouer la rôle de Farangis dans un film".
L'histoire épique de Faranguiss a choisi comme sujet une forme d'art traditionnel iranien, Naqqāli (fa) par une jeune femme Naqqāl (fa), Hura Tila pour le dix-neuvième (2019) festival de théâtre traditionnel et rituel en Iran.

## Programme de télévisionRub-é Rouy-é Mâh
Le programme Rub-é Rouy-é Mâh’ télévisés, en IRIB Amoozesh (en) d'Islamic Republic of Iran Broadcasting, consacrait au lecture de livre Faranguis pendant six épisodes qui sont présentés par Azita Sotoudeh, actrice de théâtre et animatrice. Selon le journal Sima, Azita Sotoudeh avait lu une partie du livre de Farenguis dans chaque épisode, le programme télévisai Face à face avec la lune, dirigé par Davoud Ajorluo et consacre chaque semaine un livre à une représentation visuelle d'un acteur ou d'un orateur.